# 피오뉼라 셰리
피오누알라 세뤼(Fionnuala Sherry, 1962년 9월 20일 ~ )는 시크릿 가든의 그룹 멤버이다. 바이올린을 맡고 있으며 아일랜드 사람이다.